# Leghorn

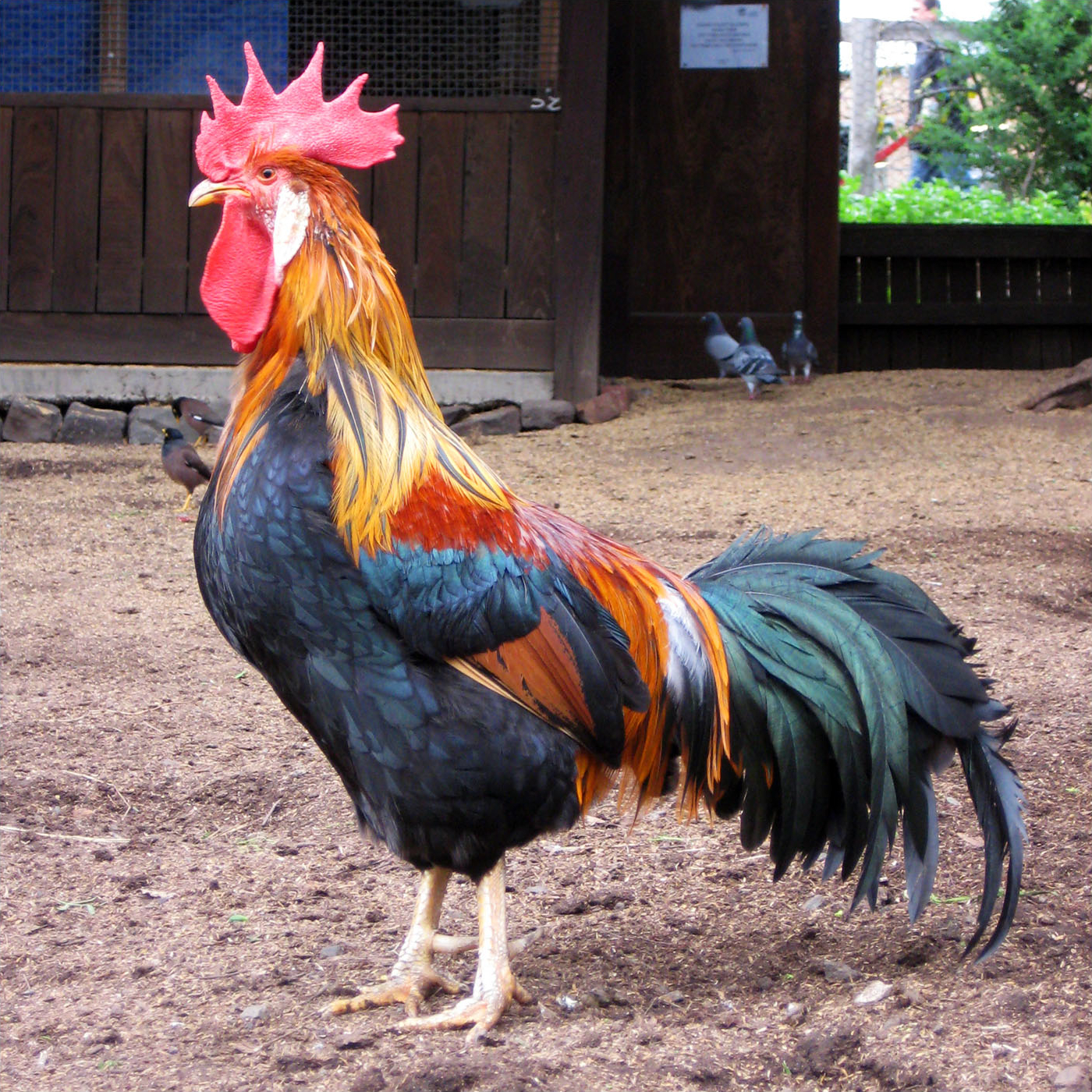
Brun leghorn, tupp

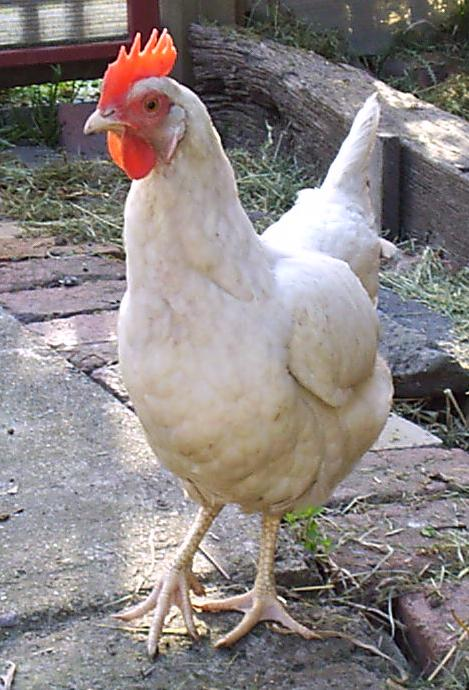
Vit leghorn, höna

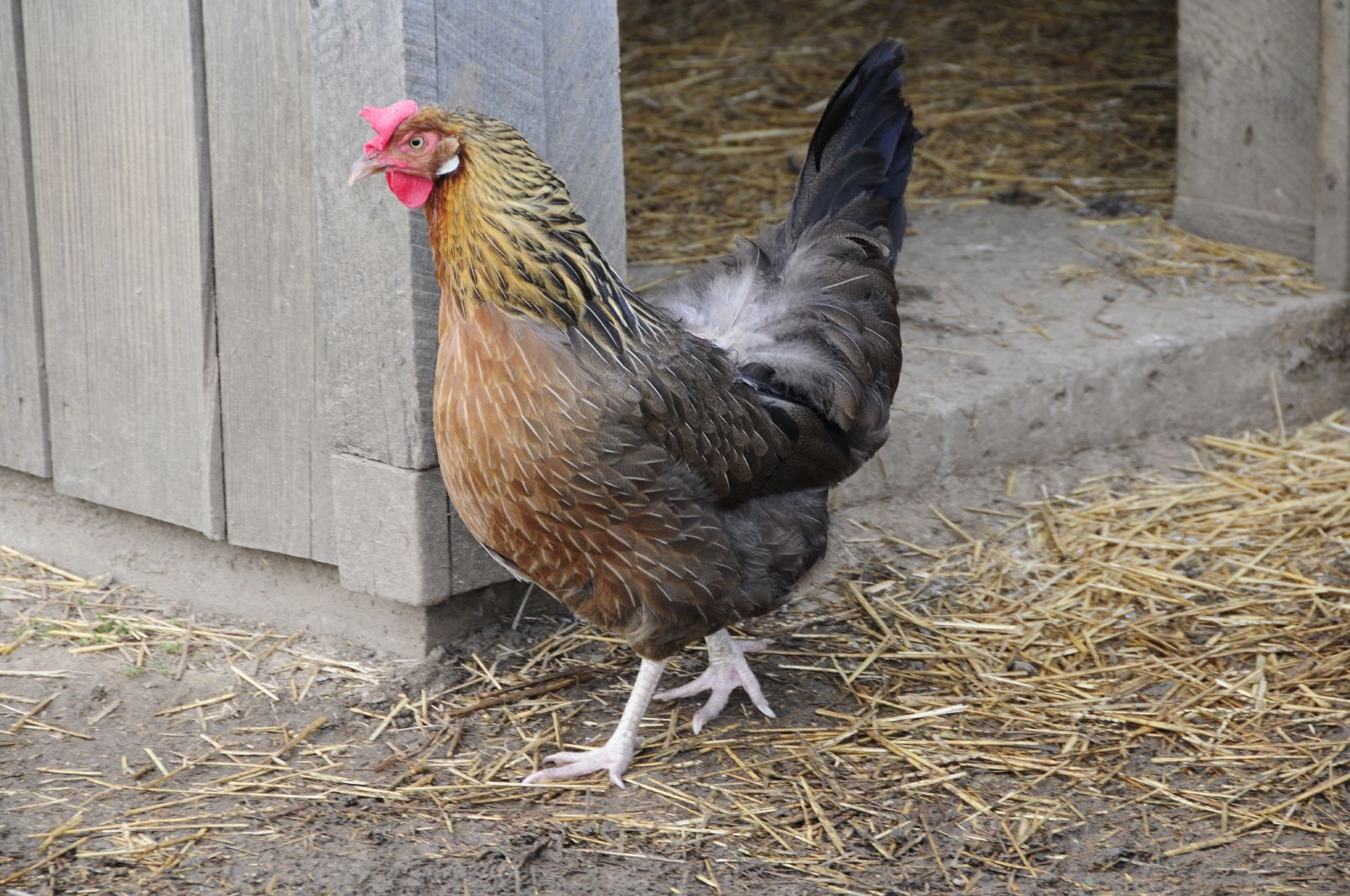
Brun leghorn, höna

Leghorn (efter det engelska namnet för Livorno) är en lätt hönsras med ursprung från Italien. Den är en av världens mest kända hönsraser, bekant redan på 1800-talet för sin goda värpförmåga. Dess ursprung var en italiensk lantras och den är besläktad med en del andra italienska hönsraser med liknande ursprung, som anacona. Ett intensivt avelsarbete i USA ledde fram till rasen. Från USA till England fördes leghorn år 1872 och några år senare var rasen spridd i övriga Europa. Även en dvärgversion har tagits fram, i USA. Rasens värpförmåga har också gjort att den använts i framavlandet av många andra hönsraser, bland annat legbar och kraienkoeppe.
Leghorn var den dominerande rasen på svenska hönserier fram till 1960-talet då den konkurrerades ut av värphybriderna.
I medeltal per år och höna kan leghornshöns lämna 180 till 200 ägg med en genomsnittsvikt av 60 till 70 gram per styck. Äggen är vita till färgen. Fullvuxna djur väger i medeltal 2,5 kilo, tuppen något mer (2-2,7 kilo), hönan något mindre (1,9-2,2 kilo). Rasens färg varierar mycket, men är vanligen vit eller brun. Öronlapparna är vanligen rent vita. Kammen är i regel enkel, medelstor och försedd med fem tydligt skurna hack. Hos tuppen är den uppstående, hos hönan däremot liggande åt ena sidan.
För dvärgvarianten är vikten för en höna cirka 700 gram och för en tupp 800 gram. Äggvikten för dvärgvarianten är omkring 35 gram.

## Färger
- Blå
- Blå/guldfärgad
- Blå/guldrandig
- Blå/rapphönsfärgad
- Blå/rödsadlad
- Brun
- Gul
- Gul/columbia
- Guldfärgad
- Guldhalsad
- Guldrandig
- Isabellfärgad
- Ljus/columbia
- Orangefärgad
- Orangehalsad
- Porslinsfärgad
- Rapphönsfärgad
- Röd
- Silverfärgad
- Silverhalsad
- Silverhalsad med orange rygg och skuldror
- Silverrandig
- Svart
- Tvärrandig
- Vit
- Vit/guldrandig